# Звартноц (летище)
Вижте пояснителната страница за други значения на Звартноц.
Международното летище Звартноц (на арменски: Զվարթնոց Միջազգային Օդանավակայան Zvart'nots' Mijazgayin Odanavakayan) (EVN/UDYZ) е летище, разположено близо до Звартноц. Намира се на 12 km западно от Ереван, столицата на Армения. Летището е построено през 1971 г. То е най-натовареното летище в Армения и второто по натоварване в Кавказкия регион след международното летище Хейдар Алиев (на азербайджански: Heydər Əliyev adına beynəlxalq hava limanı) в Баку, Азербайджан. Отворен архитектурен конкурс за дизайн на летището е проведен през 1970 г. Първата награда в него е присъдена на екип от архитекти, включващи М. Качукян, А. Тарканян, С. Кяласян, Л. Черкезян и структурен инженер М. Бахдасарян. По-късно проектът е изпълнен като реконструкция към оригиналния дизайн на летището от Х. Тигранян и Артур Месчейн. Реконструкцията на летището е изпълнена през 1980 г. с изграждането на нов терминал, с цел да покрие нуждите на вътрешния трафик в Съюза на съветските социалистически републики.

## История
След като Армения обявява своята независимост от Съюза на съветските социалистически републики през 1990 г. растежът на товарните полети довежда до построяването на нов карго терминал през 1998 г., като през терминала преминават около 100 000 тона товари годишно.
През 2001 г. 30-годишно споразумение за концесия е сключено за управление на летището с Международни летища Армения CJSC (Armenia International Airports CJSC), притежавана от аржентинската компания Корпорация Америца (Corporation America), която на свой ред е собственост на арменско-аржентинския бизнесмен Едуардо Еурнекиан. Като част от това споразумение Международни летища Армения CJSC реконструира и разширява летището за да посрещне туризма и търговията между Азия и Европа.
Реконструкцията и разширението на летището започват през 2004 г., като новият терминал е отворен на 1 юни 2007, след 40 месеца работа. Друг терминал е отворен на 16 септември 2011 г.
През 2014 г. през международното летище Звартноц са преминали 2 045 058 пътника и 10 409 самолета, съответно 20,9% и 19,3% увеличение в сравнение с цифрите от предишната година.
Техническите възможности на летището позволяват кацането на самолети до и включително Антонов Ан-124 Руслан, Боинг 747 и Еърбъс А380.
Управител на летището е арменско-аржентинския бизнесмен Хуан Пабло Гечиджиан.
На 30 януари 2013 г. международното летище Звартноц е избрано за най-добро летище в Общността на независимите държави по време на наградите на нововъзникващите пазари на летища в Дубай, Обединени арабски емирства.
Освен националните авиопревозвачи, летището ще обслужва и нискобюджетни авиокомпании, като през 2020 г. стартират полети на „Раянеър“ от арменската столица до Италия, Гърция, Германия и Кипърската гръцка част, както и на „Уизеър“ до Австрия, Кипърската гръцка част и Литва.

## Разширение
През 2004 г. започва строителството на нов международен терминал, на стойност 100 милиона щатски долара. Тази инвестиция покрива площ от 19 200 m² и може да посрещне 2 милиона пътника годишно. Сградата на терминала е част от 30-годишното споразумение за концесия.
На 14 септември 2006 г. новата зала за пристигащи е открита. Новият терминал с основната зала за заминаващи е открит на 1 юни 2007 г.
Допълнителни инвестиции в размер на 100 милиона щатски долара е направена до 2010 г. Подобренията на летището ще са в размер на 164 милиона щатски долара за 30-те години на концесията. Международни летища Армения CJSC инвестира 70 милиона щатски долара в първата фаза на реконструкция на летището, която включва 19 200 m², като се очакват още 45 000 m² реконструкции и модернизации.
След приключването на първата фаза на проекта, летището разполага с модернизирана писта от 54 000 m² и 45 000 m² в сграден фонд, като новият терминал е 25 000 m². Нов паркинг е построен с капацитет 1000 автомобила.
Капацитетът на залата за пристигащи е удвоен, за да посрещне хиляда пътника на час, като преминаването на пътници ще бъде опростено, благодарение на значително разширяване на митниците. Чакалните са реновирани, като вече има достъп до интернет, както и безмитни магазини, кафенета и ресторанти.
Писта 09 е оборудвана със система от инструменти за кацане категория ILS CAT II, което позволява кацането на самолети при намалена видимост до 350 m.
През пролетта на 2008 г. строителството на нов пътнически терминал започва, за да допълни съществуващия капацитет на летището. Новият терминал е с разгъната застроена площ от 52 000 m², удвоявайки залата за регистрация и зоните за сигурност. Нов подземен паркинг е построен, като капацитетът му е за повече от 800 коли, на площ от 2000 m². След завършването на терминала международното летище Звартноц е единственото летище в Кавказкия регион, което е с рейтинг B. Също така капацитетът на летището е увеличен до 3,5 милиона пътника годишно. Целият проект за реконструкция и разширение на летището струва 160 милиона щатски долара, като част от тях са заем от Азиатската банка за развитие (Asian Development Bank]] (ADB)). Новият терминал започва работа на 16 септември 2011.

## Сигурност
За да покрие международните въздухоплавателни регулации, Международни летища Армения подобрява сигурността на летището. 150 камери за видеонаблюдение са монтирани на летището, като това включва зоните в сградите на летището и отворените пространства около летището. Летище Ереван се охранява от руска и арменска охрана.

## Трафик и статистика
| Year                    | 2005      | 2006      | 2007      | 2008      | 2009      | 2010      | 2011      | 2012      | 2013      | 2014      |
| ----------------------- | --------- | --------- | --------- | --------- | --------- | --------- | --------- | --------- | --------- | --------- |
| Брой заминаващи пътници | 546 000   | 562 825   | 698 614   | 751 310   | 729 835   | 816 866   | 807 953   | 845 700   | 830 000   | 1 019 765 |
| Брой пристигащи пътници | 547 400   | 562 873   | 688 388   | 628 690   | 717 562   | 795 150   | 792 944   | 846 115   | 938 981   | 1 025 293 |
| Брой пътници (общо)     | 1 111 400 | 1 125 698 | 1 387 002 | 1 480 000 | 1 447 397 | 1 612 016 | 1 600 891 | 1 691 815 | 1 691 710 | 2 045 058 |
| Товари износ (тонове)   | 3701      | 4080      | 3515      | 4000      | 3100      | 3300      | 4741      | 6687      | 6109      | 6450      |
| Товари внос (тонове)    | 5418      | 5196      | 6489      | 6700      | 5200      | 5500      | 5273      | 5564      | 4252      | 3895      |
| Общо товари (тонове)    | 9119      | 9276      | 10 004    | 10 774    | 8400      | 8800      | 10 014    | 12 251    | 10 361    | 10 345    |
| Самолетодвижения        | 6897      | 6746      | 7953      | 8624      | 8699      | 9783      | 9858      | 10 392    | 8721      | 10 409    |